# Rogovac
Rogovac falu Horvátországban Verőce-Drávamente megyében. Közigazgatásilag Bakvához tartozik.

## Fekvése
Verőcétől légvonalban 10, közúton 14 km-re északnyugatra, községközpontjától légvonalban 5, közúton 7 km-re északra Nyugat-Szlavóniában, a Drávamenti-síkságon, a 2-es számú, drávamenti főúttól keletre, Stari Gradac, Bušetina és Lozan között fekszik.

## Története
A falu határában a 18. században még csak egy uradalmi malom működött, majd a 19. században ettől délkeletre Rogovac néven major létesült. Ebből fejlődött ki a század végére a mai település magja. A településnek 1857-ben 15, 1910-ben 130 lakosa volt. 1910-ben a népszámlálás adatai szerint lakosságának 92%-a magyar, 5%-a horvát anyanyelvű volt. Az I. világháború után 1918-ban az új szerb-horvát-szlovén állam, majd később (1929-ben) Jugoszlávia része lett. A II. világháború után a település a szocialista Jugoszláviához tartozott. 1991-ben csaknem teljes lakossága (98%) horvát nemzetiségű volt. 2011-ben falunak 228 lakosa volt. Lakói földműveléssel, állattartással foglalkoznak.

## Lakossága
| Lakosság változása | Lakosság változása | Lakosság változása | Lakosság változása | Lakosság változása | Lakosság változása | Lakosság változása | Lakosság változása | Lakosság változása | Lakosság változása | Lakosság változása | Lakosság változása | Lakosság változása | Lakosság változása | Lakosság változása | Lakosság változása |
| ------------------ | ------------------ | ------------------ | ------------------ | ------------------ | ------------------ | ------------------ | ------------------ | ------------------ | ------------------ | ------------------ | ------------------ | ------------------ | ------------------ | ------------------ | ------------------ |
| 1857               | 1869               | 1880               | 1890               | 1900               | 1910               | 1921               | 1931               | 1948               | 1953               | 1961               | 1971               | 1981               | 1991               | 2001               | 2011               |
| 15                 | 79                 | 76                 | 115                | 126                | 130                | 167                | 367                | 392                | 420                | 388                | 328                | 295                | 305                | 274                | 228                |

(1921-ig településrészként.)

## Gazdaság
A helyi gazdaság alapja a mezőgazdaság és az állattenyésztés.

## Oktatás
A településen a bakvai August Cesarec elemi iskola területi iskolája működik.